# Kanei

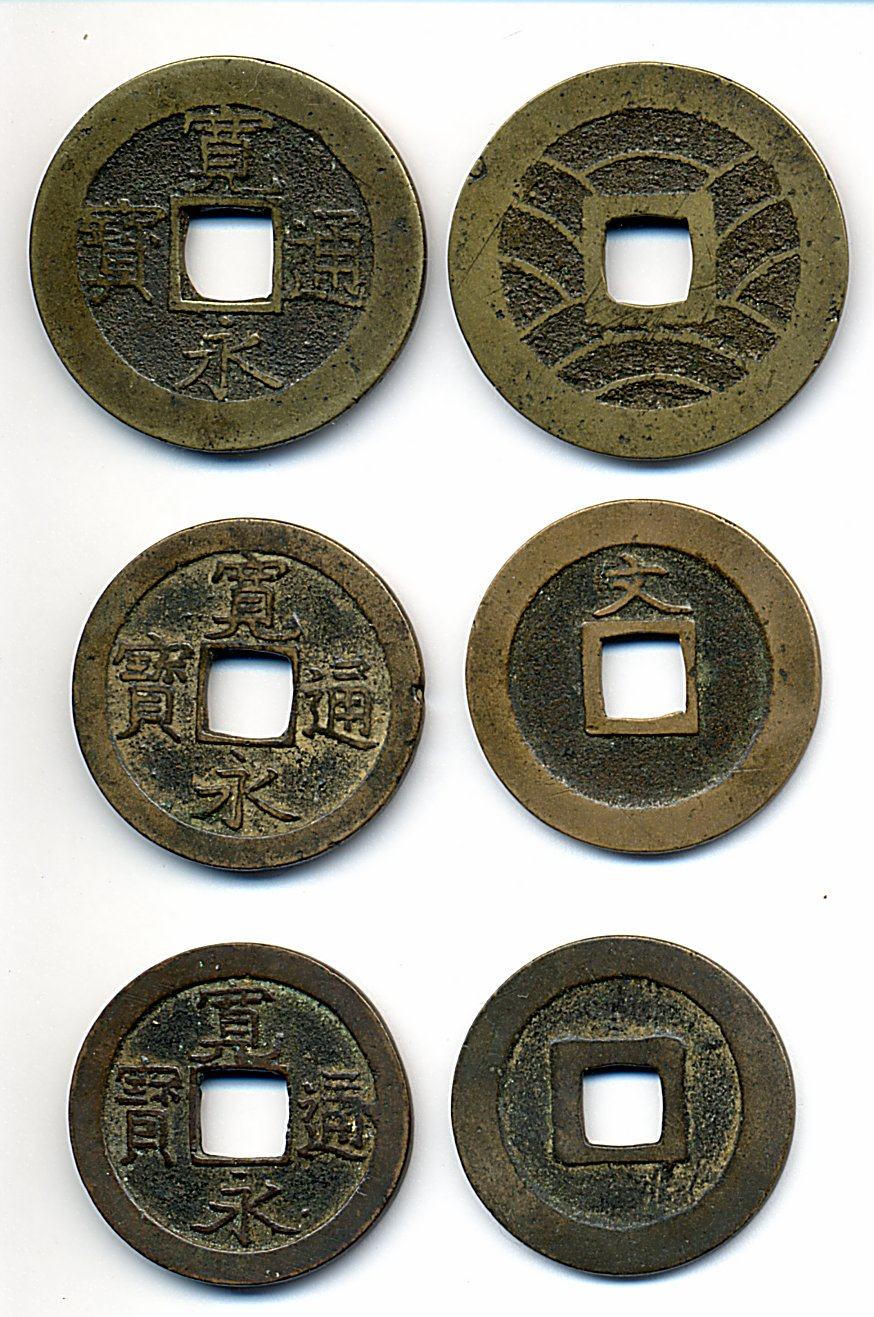
Monmynt från Kaneiperioden.

Kanei (japanska: 寛永?, Kan'ei), 30 februari 1624–16 december 1644, är en period i den japanska tideräkningen. Inte mindre än tre regenter hann sitta på tronen under denna period: kejsare Go-Mizunoo, kejsarinnan Meishō och kejsare Go-Kōmyō - den sistnämnde kom i sin tur att uppleva tre perioder under sin regeringstid. Shogun var Tokugawa Iemitsu.
Perioden startade vid en ny 60-årscykel i den kinesiska kalendern. Namnet kommer från en gammal sentens som betyder ungefär "Vidsynt tolerans - evigt styre" (寛広、永長).
Under Kan'ei-perioden befäster shogunatet och Tokugawa-familjen sin makt över Japan och marginaliserar kejsarfamiljen. Kristendomen, som kommit med portugisiska missionärer, förbjuds efter ett uppror år kanei 15 (1638).
Perioden har gett namn åt den så kallade Kaneisvälten (japanska: 寛永の大飢饉?, Kan'ei-no-daikikin) som rasade i slutet av perioden.